# ماري ليتيسيا كالدويل
ماري ليتيسيا كالدويل (بالإنجليزية: Mary Letitia Caldwell)‏ هي كيميائية وأستاذة جامعية أمريكية، ولدت في 18 ديسمبر 1890 في بوغوتا في كولومبيا، وتوفيت في 1 يوليو 1972 في فيشكيل في الولايات المتحدة.